# Trần Quang Huy (bộ trưởng)
Trần Quang Huy (1922 – 1995) là một nhà cách mạng, nhà báo và chính khách Việt Nam. Ông cũng là vị Chủ tịch đầu tiên của thành phố Hà Nội dưới chính thể Việt Nam Dân chủ Cộng hòa, Tổng biên tập đầu tiên của báo Nhân dân, Phó Trưởng ban Thường trực Ban Tuyên giáo Trung ương, Bộ trưởng Chủ nhiệm Văn phòng Văn giáo Phủ Thủ tướng, Chủ nhiệm Ủy ban Pháp chế của Chính phủ.

## Thân thế
Ông tên thật là tên Vũ Đức Huề, sinh ngày 4 tháng 2 năm 1922 tại Khánh Hòa. Nguyên quán ông ở Thanh Hóa. Sau khi học xong tiểu học (1935), cha muốn ông vào học ở trường dòng tại Huế, tuy nhiên ông lại muốn ra học ở Hà Nội và được người anh cả Vũ Đức Diên, vốn là một kiến trúc sư xin cho vào học ở trường Tư thục Thăng Long.
Ông đã sớm tham gia tổ chức Thanh niên Dân chủ do ông Đào Duy Kỳ đứng ra tập hợp thanh niên ưu tú đang học trong trường. Thời kỳ này, ông sử dụng nhiều bí danh như Thạch, Hoa, Lương, Nghĩa, Minh. Năm 1938, ông được Thành ủy Hà Nội giao nhiệm vụ phụ trách công tác Thanh vận. Không lâu sau, ông bị thực dân Pháp bắt ở phố Hàng Gai do có chỉ điểm; tuy nhiên do không có chứng cứ rõ ràng, nên ông được trả tự do nhưng không được cho học ở Hà Nội nữa.
Năm 1939, ông được Xứ ủy Bắc Kỳ phân công làm Bí thư Thành ủy Hải Phòng khi mới 18 tuổi, sau đó là Ủy viên Khu ủy Khu B, trực tiếp phụ trách Quảng Yên và Đặc khu Uông Bí - Hòn Gai, kiêm Chủ bút tờ Chiến đấu. Ở đây, ông bị bắt lần thứ hai và bị chính quyền thực dân Pháp kết án 1 năm tù, 5 năm biệt xứ. Tuy nhiên, chỉ sau khi hết hạn 1 năm tù thì ông được trả tự do nhưng không được lưu trú ở Bắc Kỳ nữa. Ông trở vào Huế, học tiếp trường Lyceé Khải Định và đỗ Tú tài ban Triết.
Giữa năm 1944, ông ra Thanh Hóa, tìm cách bắt liên lạc với các đồng chí quen biết cũ ở trường Bưởi đang bí mật hoạt động và dạy học ở trường dòng (École de la Mission) ở Thị xã Thanh Hóa.
Khoảng đầu năm 1945, do một số đội viên Việt Minh đi rải truyền đơn, chính quyền thực dân Pháp truy đến nhà ông ở Thanh Hóa để khám xét nhưng không tìm được chứng cớ gì. Bấy giờ, ông đang ăn Tết ở Huế. Mồng 6 Tết Ất Dậu, khi từ Huế ra, ông bị bắt ngay ở sân ga Thanh Hóa. Ông bị giam tại nhà giam của thị xã cùng với Việt Phương, một đội viên Thanh niên Cứu quốc thành Hoàng Diệu và một số anh em. Cái tên Trần Quang Huy là tên thật của ông Việt Phương, về sau được ông sử dụng chính là để kỷ niệm tình bạn chiến đấu và tình bạn tri kỷ của họ.

## Vị Chủ tịch Hà Nội đầu tiên
Sau khi Nhật đảo chính Pháp ở Đông Dương, ông cùng các đồng chí mình được trả tự do. Ông ra Hà Nội, tham gia công tác chuẩn bị giành chính quyền. Hoạt động trong Ban Công vận Xứ ủy, ông đã góp phần phát triển các tổ Công nhân Cứu quốc và tự vệ trong các nhà máy xí nghiệp trọng yếu của thành phố, tăng cường tuyên truyền trong công nhân, chuẩn bị lực lượng, mua sắm vũ khí để chuẩn bị giành chính quyền khi có thời cơ đến. Lúc này, ông lấy bí danh là Nguyễn Huy Khôi.
Ngày 16 tháng 8 năm 1945, tại số nhà 101 Gambetta (nay là phố Trần Hưng Đạo), Xứ ủy Bắc Kỳ quyết định thành lập Ủy ban Quân sự cách mạng Bắc Kỳ gồm 5 người gồm Nguyễn Khang, Ủy viên Thường vụ Xứ ủy; Nguyễn Huy Khôi, phụ trách Ban Công vận Xứ ủy; Nguyễn Quyết, Bí thư Thành ủy Hà Nội, Lê Trọng Nghĩa, Bí thư Đảng đoàn của Đảng Dân chủ; Nguyễn Duy Thân, Thành ủy viên; thống nhất chỉ đạo các đội vũ trang để giành chính quyền. Sau khi giành được chính quyền, tối ngày 19 tháng 8, Xứ ủy Bắc Kỳ đã họp và chỉ định Nguyễn Khang làm Chủ tịch Ủy ban nhân dân cách mạng lâm thời Bắc bộ và Nguyễn Huy Khôi làm Chủ tịch Ủy ban nhân dân cách mạng lâm thời Hà Nội. Ông trở thành vị Chủ tịch đầu tiên của thành phố Hà Nội dưới chính thể Dân chủ Cộng hòa.
Tuy chỉ giữ chức vụ này trong 10 ngày, vị chủ tịch trẻ mới 23 tuổi cũng đã ban hành các chính sách mới của chính quyền cách mạng như xóa bỏ các thứ thuế bất hợp lý, đảm bảo tiếp tế gạo cho nội thành, các nhà công thương gia tiếp tục sản xuất và buôn bán, công nhân viên chức tiếp tục đến nhà máy công sở làm việc bình thường, duy trì việc hộ đê, chống lũ lụt. Đến ngày 30 tháng 8 năm 1945, Ủy ban hành chính thành phố Hà Nội chính thức thành lập với Bác sĩ Trần Duy Hưng làm Chủ tịch.

## Hai lần làm Bí thư Hà Nội
Trước đó, trong cuộc họp ngày 25 tháng 8 năm 1945, Xứ ủy Bắc Kỳ kiện toàn tổ chức, chỉ định ông làm Bí thư Thành ủy Hà Nội thay ông Nguyễn Quyết chuyển sang phụ trách quân sự. Ông giữ chức vụ Bí thư Thành ủy một thời gian ngắn thì được Xứ ủy chuyển qua làm Trưởng Ty Cảnh sát Bắc Bộ. Đến tháng 12 năm 1945, ông lại được điều chuyển trở lại làm Bí thư Thành ủy cho đến tháng 4 năm 1946.

## Tham gia công tác văn hóa báo chí tuyên truyền
Sau khi thôi làm Bí thư Thành ủy Hà Nội, ông được rút về làm ở Chánh Văn phòng Tổng Bí thư kiêm Phó chủ nhiệm Bộ tuyên huấn Trung ương Đảng, phụ tá cho Tổng bí thư Trường Chinh, được giao nhiệm vụ phụ trách công tác tuyên truyền, tờ báo Sự Thật và tờ "Sinh hoạt nội bộ". Lúc này, ông sử dụng cái tên Trần Quang Huy cho đến sau này.
Sau Đại hội đại biểu lần thứ II, ông là Ủy viên dự khuyết Ban chấp hành Trung ương, được chỉ định là thành viên của Ban Tuyên huấn và Ban Tổ chức Trung ương. Ông cũng được chỉ định là Tổng biên tập đầu tiên của báo Nhân dân và giữ chức vụ này cho đến đầu năm 1954.
Chiến thắng Điện Biên Phủ đã mang lại không chỉ thắng lợi về quân sự và cả chính trị cho những người Cộng sản. Trước tình hình mới này, Trung ương Đảng Lao động Việt Nam đã ra nghị quyết xuất bản Tạp chí Học tập và Bộ Chính trị cũng đã chỉ định một Ban biên tập tạp chí do Tổng bí thư Trường Chinh làm Tổng biên tập, ông làm Thư ký tòa soạn. Bộ biên tập Tạp chí được coi như một ban của Ban chấp hành Trung ương. Có thời gian ông làm Tổng biên tập Tạp chí Học tập cho đến năm 1965 khi ông Đào Duy Tùng kế nhiệm.
Ông cùng với Hoàng Tùng giúp việc đồng chí Võ Nguyên Giáp soạn thảo Nghị quyết 15 về cách mạng miền Nam, là cơ sở lý luận phục vụ sự nghiệp cách mạng trước tình hình mới. Ông cũng tham gia tổ công tác giúp đồng chí Lê Duẩn chuẩn bị báo cáo tại Đại hội Đảng lần thứ 3.
Sau đó ông giữ chức Phó Chủ nhiệm Ủy ban Khoa học Nhà nước (1958 - 1960), Phó Trưởng ban Thường trực Ban Tuyên giáo Trung ương, Bộ trưởng Chủ nhiệm Văn phòng Văn giáo Phủ Thủ tướng (1965 - 1971)., Bộ trưởng chuyên trách Văn giáo (1971 - 1975) (1975 - 1976)
Đại hội Đảng toàn quốc lần thứ IV (1976), ông được bầu vào Ban Chấp hành Trung ương Đảng Cộng sản Việt Nam, là đại biểu Quốc hội Việt Nam các khóa IV, V, VI, VII.
Năm 1976 - 1980 ông giữ chức Bộ trưởng phụ trách công tác văn hóa giáo dục Phủ Thủ tướng.  kiêm phụ trách Ban Khoa giáo Trung ương, Trưởng ban Việt kiều Trung ương
Năm 1980-1988 ông là Bí thư Ban cán sự Đảng, Chủ nhiệm Ủy ban Pháp chế của Chính phủ hàm Bộ trưởng kế nhiệm ông Trần Công Tường, lúc này trong thành phần Chính phủ không đặt Bộ Tư pháp, Chủ nhiệm Ủy ban Pháp luật của Quốc hội khóa VII).

## Gia đình
Ông có bốn người con là Vũ Minh Phượng, Vũ Quốc Khải, Vũ Quốc Hoàn và Vũ Minh Hà.
Các cháu nội là Vũ Đức Anh, Vũ Lan Chi, Vũ Hương Trang; các cháu ngoại là Lê Vũ Khôi, Lê Thủy Tiên, Lê Ngọc Bích. 